# Dhanurasana
Dhanurásana em dêvanágari धनुरासन IAST dhanurāsana, é uma posição do ioga. Classificado como uma retroflexão deitado.
Dhanura é arco em sânscrito.

## Execução
Deite-se em decúbito frontal, segure os tornozelos com as mãos e ao inspirar eleve o tronco e as pernas sem soltar os tornozelos. Puxe a cabeça para trás.

## Compensação da invertida sobre os ombros
A variacão invertida: viparíta dhanurásana pode ser usada como compensação das invertidas sobre os ombros. Veja abaixo.

## Galeria de variações

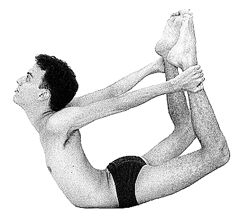
Ardha Dhanurásana
- Rája Dhanurásana
- Mahá Dhanurásana
- Rajas Dhanurásana - Em movimento
- Viparíta Dhanurásana
- Mahá Utthita Dhanurásana

## Outras Retroflexões Deitado
- Bhujángásana
- Makarásana
- Dôlásana
- Chakrásana
- Shalabhásana